# Heinz Jercha

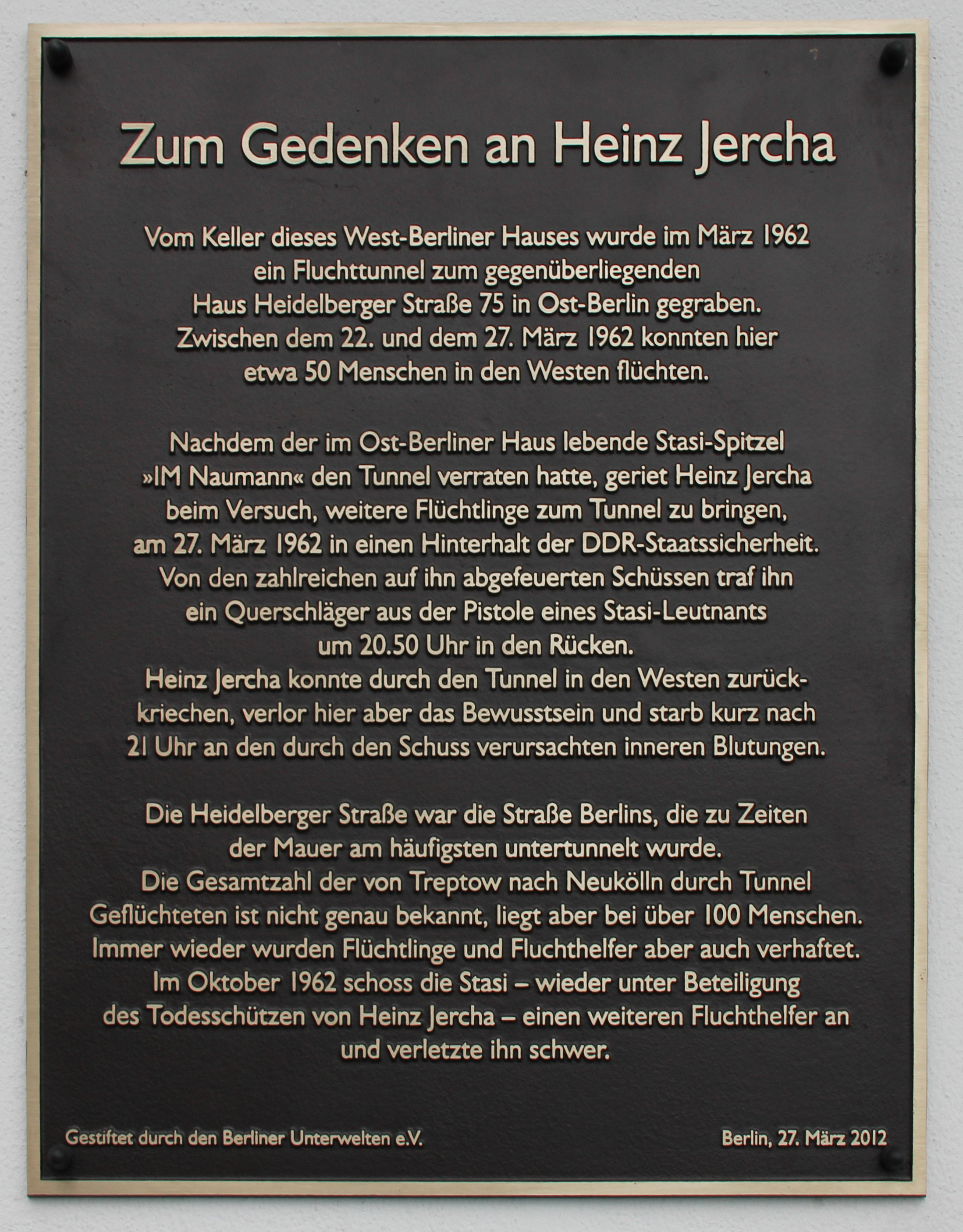
Tablica pamiątkowa przy Heidelberger Straße 35 w Neukölln

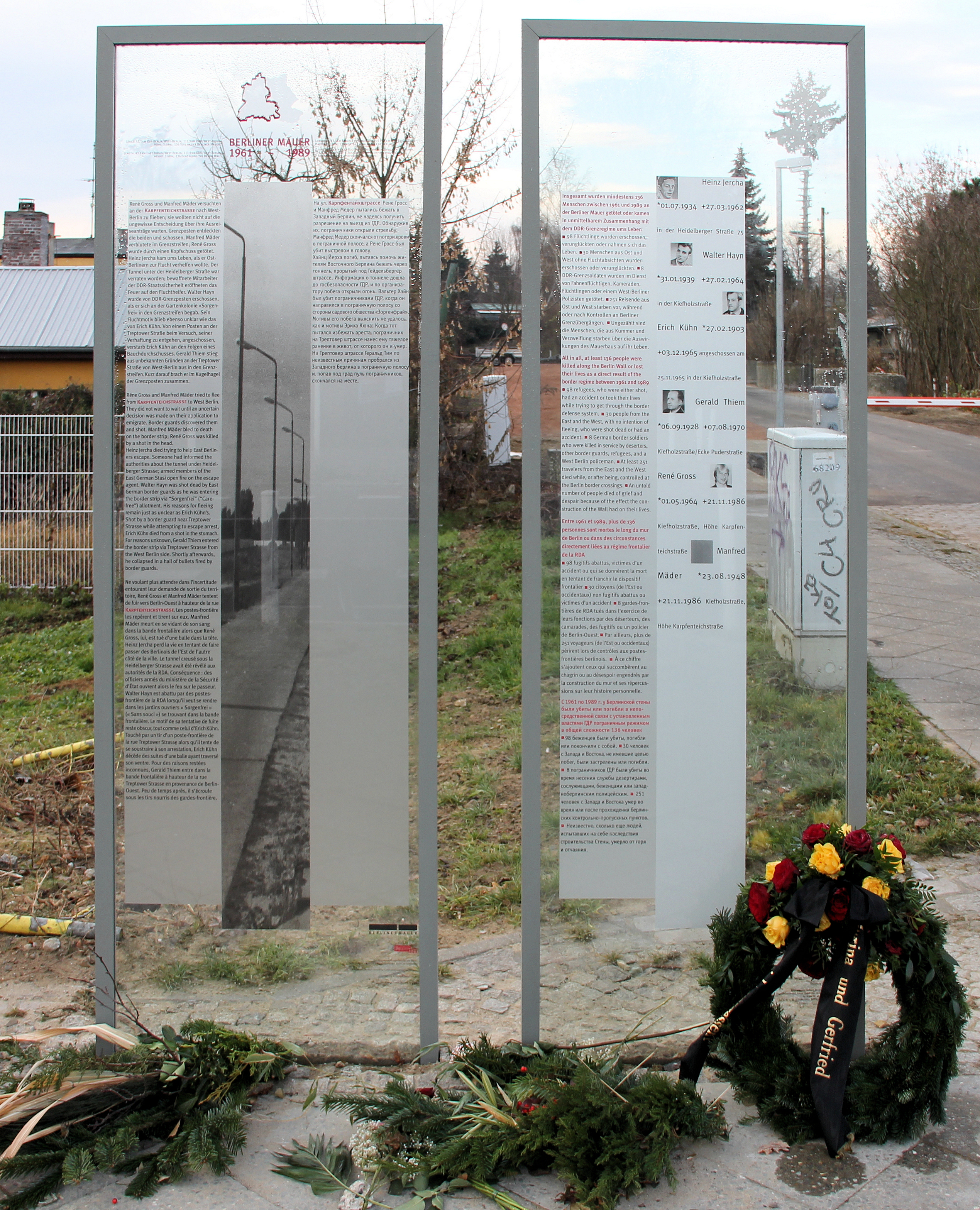
Tablica pamiątkowa przy Kiefholzstraße 79

Heinz Jercha (ur. 1 lipca 1934 w Berlinie, zm. 27 marca 1962 tamże) – ofiara śmiertelna Muru Berlińskiego, postrzelona przez pracowników służby bezpieczeństwa NRD podczas pomocy uciekającym przez tunel pomiędzy Berlinem Wschodnim a Zachodnim.

## Życiorys
Heinz Jercha był z zawodu rzeźnikiem. Po udanej ucieczce z Berlina Wschodniego mieszkał wraz z żoną i dzieckiem w zachodniej części miasta. Od początku 1962 r. angażował się w działalność utworzonej w Neukölln grupy pomagającej w organizowaniu ucieczek przez tunel łączący dwa budynki podzielonej murem ulicy Heidelberger Straße: po budowie tegoż stojący tam dom mieszkalny o numerze 35 należał administracyjnie do Neukölln, podczas gdy numer 75 znajdował się już w Treptow, należąc tym samym do Berlina Wschodniego. Pierwsze ucieczki przez tunel odbyły się z powodzeniem 21 marca 1962 r. Przy jednej z kolejnych akcji odbywającej się niecały tydzień później Heinz Jercha zginął.
W działalność niniejszej grupy zaangażowani byli także Harry Seidel oraz Fritz Wagner. Podczas gdy ostatni pobierał od uciekinierów stosowne opłaty za pomoc, posiadający broń Seidel i Jercha podjęli się zadania odbierania tychże z mieszczącego się po wschodniej stronie wejścia do tunelu. Bez wiedzy Wagnera obaj organizowali także ucieczki studentów. Do wykrycia tunelu doszło za sprawą donosu mieszkającego po zachodniej stronie i będącego na usługach Stasi tajnego informatora o pseudonimie „Naumann”. Po zgromadzeniu informacji bezpieka NRD opracowała plan schwytania inicjatorów akcji oraz zamknięcia tunelu, który dokładnie obserwowano od 24 marca. W dniu śmierci Jercha w towarzystwie Seidla miał dopomóc w ucieczce dwójce starszych ludzi. Oczekująca tam na aktywistów grupa pościgowa Stasi otrzymała nawet rozkaz użycia broni. Podczas gdy Jercha udał się do sieni budynku aby odebrać uciekinierów, uprzedzeni wcześniej agenci służby bezpieczeństwa otworzyli ogień. Heinz Jercha został trafiony rykoszetem w klatkę piersiową, po czym wycofał się przez tunel z powrotem do Berlina Zachodniego, gdzie zmarł od ran.
Jercha był drugim obok Dietera Wohlfahrta pomagającym w ucieczkach aktywistą, którego zabito w tychże okolicznościach. Jego śmierć wywołała w Berlinie Zachodnim falę protestów. Na pogrzebie obecni byli obok przedstawicieli senatu także delegaci dzielnic oraz inne osoby z ramienia zachodnioberlińskich władz. Rodzina zmarłego otrzymała rentę. Po zjednoczeniu Niemiec czterej dawni strzelający funkcjonariusze Stasi stanęli przed sądem. Postępowanie zostało jednak umorzone, gdyż w jego przebiegu udowodniono, iż Heinz Jercha przekroczył granicę Berlina Wschodniego z bronią w ręku.
O zaistniałych zdarzeniach informuje dziś tablica pamiątkowa zamieszczona na budynku przy Heidelberger Straße 35.

## Literatura
- Christine Brecht: Heinz Jercha, w: Die Todesopfer an der Berliner Mauer 1961–1989, Berlin 2009, s. 73–75.